# Pierre-Marie Termier

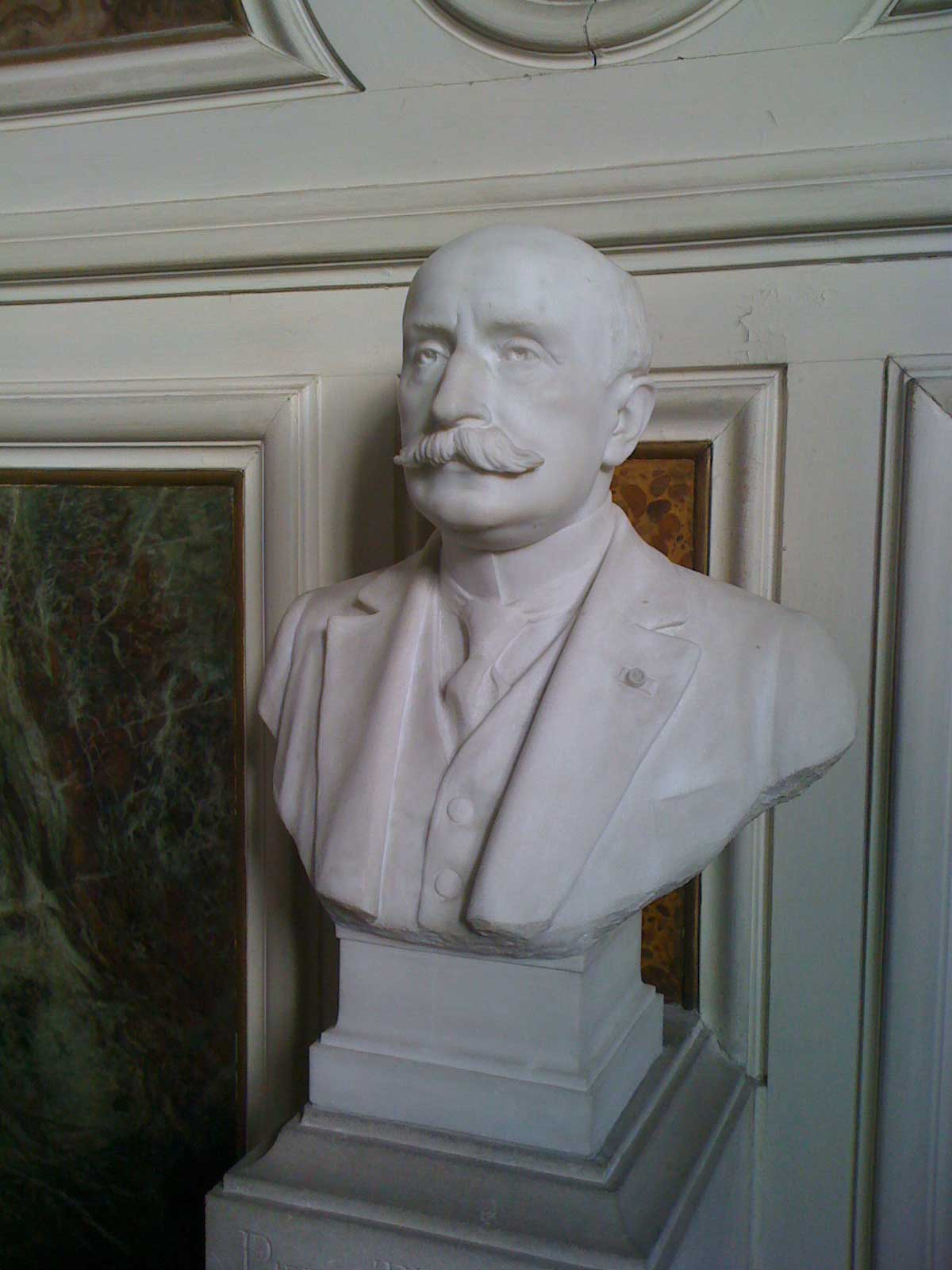
Büste Pierre-Marie Termiers

Pierre-Marie Termier (* 3. Juli 1859 in Lyon; † 23. Oktober 1930 in Grenoble) war ein französischer Geologe.

## Leben
In Lyon im Département Rhône als Sohn des Joseph François Termier und der Jeanne Mollard geboren, schrieb er sich im Alter von 18 Jahren an der École polytechnique ein. Er studierte von 1880 bis 1883 an der Bergakademie École nationale supérieure des mines de Paris und machte dort sein Examen. 
Er trat anschließend in das angesehene Corps des Mines ein und fokussierte sich ab 1879 auf die geowissenschaftliche Erforschung der Alpenkette.
Er war von 1885 bis 1894 Professor an der Bergakademie in Saint-Étienne; die Professoren Marcel Bertrand und Auguste Michel-Lévy waren auf ihn aufmerksam geworden. Er forschte unter anderem in den Alpen, in Marokko, in Tunesien und in Russland. 
Am 8. August 1894 wurde er (als Nachfolger von François Ernest Mallard) Inhaber des Chaire de minéralogie et pétrographie (Lehrstuhl für Mineralogie und Gesteinskunde) an der École nationale supérieure des mines de Paris. Dort lehrte er bis 1912.
Er wurde 1909 im Zweig Mineralogie zum Mitglied der Académie des sciences gewählt. 
Ab dem 1. Januar 1911 war er Präsident des Service géologique national (Vorgänger: Auguste Michel-Lévy).
1930 wurde er Vizepräsident der Académie des sciences. Die Académie royale des Sciences, des Lettres et des Beaux-Arts de Belgique in Brüssel nahm ihn 1919 als assoziiertes Mitglied auf. Seit 1925 war er korrespondierendes Mitglied der Russischen Akademie der Wissenschaften. 1929 wurde er Präsident der Société géologique de France.

Termier war ein Vertreter der Deckentheorie und vertrat die Ansicht, dass Gebirge durch tektonische Kräfte entstehen.
1903 übertrug er die Schubdeckentheorie auf die Ostalpen und erklärte die Tauern erstmals zum tektonischen Fenster. Mit ihm begannen die großen modernen Synthesen der Vorstellungen über die Ostalpen.
Der Bergrücken Dorsum Termier auf dem Mond ist nach ihm benannt.

## Geologische Schriften
Die Liste erhebt keinen Anspruch auf Vollständigkeit.
- Etude sur la constitution géologique du massif de la Vanoise (Alpes de Savoie). Bulletin des Services de la Carte géologique de la France et des Topographies souterraines, Tome 20, Nr. 20, 147 S., Librairie Polytéchnique Baudry, Paris 1891. ISBN 1-85233-782-6.
- Le massif des Grandes-Rousses (Dauphine et Savoie). Bulletin des Services de la Carte Géologique, Nr. 40, tome VI, 118 S. Baudry et. Cie., Paris 1894. ISBN 3-549-05632-X.
- Les montagnes entre Briançon et Vallouise. (Ecailles briançonnaises, terrains cristallins de l’Eychauda, massif de Pierre-Eyrautz, etc.). 182 S., Imprimerie nationale, Paris 1903.
- Les nappes des Alpes orientales et la synthèse des Alpes. Bulletin de la Société géologique de France, Série 4, tome 3, S. 711–766, 1903.
- Les alpes entre le Brenner et la Valteline. In: Bulletin de la Société Géologique de France, 4e série, tome V, S. 209–289. Paris, Société géologique de Grance, 1905.
- Le massif cristallin ligure. Bulletin de la Société géologique de France, 4e série, tome XII, 1912 (mit Jean Boussac).
- Sur l’un des problèmes tectoniques du R’arb (Maroc). Bulletin de la Société géologique de France, 4e série, tome XXVIII, 1928.

## Literarische Werke
- L’Atlantide – Bulletin de l’Institute Océanographique de Monaco, Bd. 256, S. 1–146, 1913.
- A la gloire de la terre. Souvenirs d’un Géologue. 425 S., Desclée de Brouwer & Cie, Paris 1922.
- La Derive des Continents. Monaco 1924.
- La joie de connaître. Souvenirs d’un Géologue. 327 S., Desclée de Brouwer & Cie, Paris 1929.
- La vocation du savant. Souvenirs d’un Géologue. 265 S., Desclée de Brouwer & Cie, Paris 1929.
- Les grandes énigmes de la terre. 96 S., Flammarion 1935.